# 제어판 (공학)

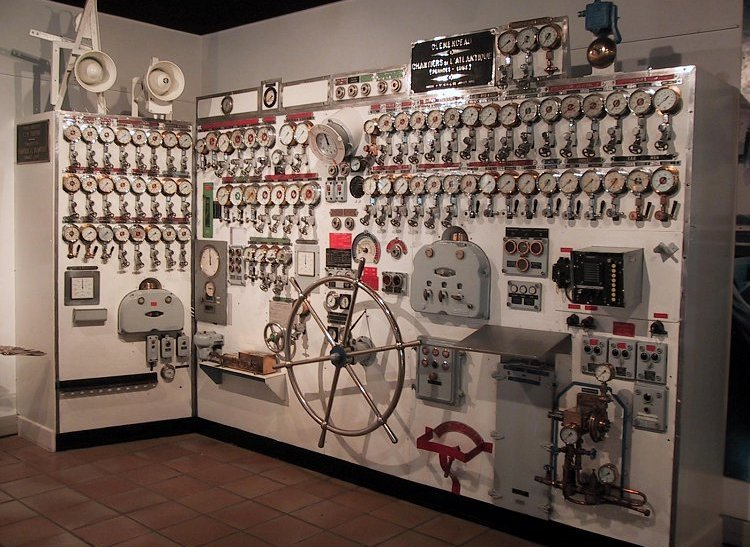
클레망소 항공모함의 엔진 제어판

제어판 또는 컨트롤 패널(control panel)은 제어 또는 모니터링 장비가 표시되는 평평한 수직 영역이거나 보안 시스템의 제어판(제어 장치)과 같이 사용자가 액세스할 수 있는 시스템의 일부인 밀폐된 장치이다.
기계나 생산 라인을 모니터링하고 제어하는 공장과 원자력 발전소, 선박, 항공기 및 메인프레임 컴퓨터와 같은 장소에서 발견된다. 구형 제어판에는 대부분 푸시 버튼과 아날로그 계기가 장착되어 있는 반면, 요즘에는 모니터링 및 제어 목적으로 터치스크린을 사용하는 경우가 많다.

## 같이 보기
- 계기판
- 그래픽 사용자 인터페이스
  - 디지털 대시보드
- 오디오 믹서
- 플러그판